# Aziza Baroud
Ammo Aziza Baroud (4 de agosto de 1965 – 19 de junho de 2025) foi uma política chadiana que serviu como Ministra da Saúde e Representante Permanente nas Nações Unidas desde 2019.

## Biografia
Baroud nasceu em 4 de agosto de 1965.
Ela tornou-se Ministra da Saúde sob o mandato do presidente Idriss Deby.
Em 2019, ela foi Embaixadora do Chade na União Europeia, no Reino Unido e nos países da Benelux. Em 27 de dezembro de 2019, Moustapha Ali Alifei, que era o Representante Permanente do Chade nas Nações Unidas, foi chamado de volta. O decreto presidencial nomeou Baroud para substituí-lo. Ela ficaria baseada em Nova York.
Em 2020, durante a pandemia de Coronavirus, Baroud esteve a ajudar a primeira-dama Hinda Déby e Diego Canga Fano numa discussão sobre oportunidades de negócios no Chade com investidores europeus.